# Andreas Nachama

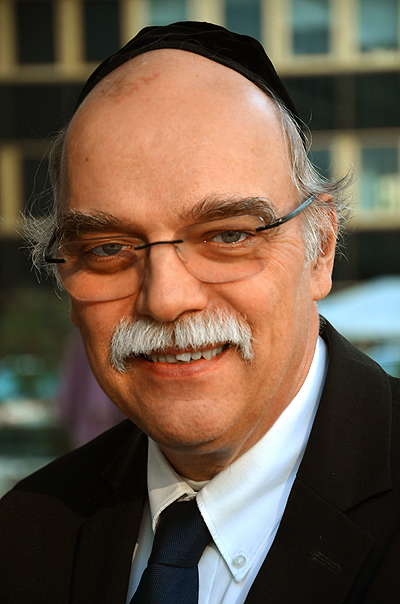
Andreas Nachama (2015)

Andreas Nachama (* 27. November 1951 in West-Berlin) ist ein deutscher Historiker, Publizist und Rabbiner. Er war langjähriger geschäftsführender Direktor der Stiftung Topographie des Terrors.

## Leben

### Familie und Ausbildung
Andreas Nachama ist der Sohn einer jüdischen Holocaust-Überlebenden und der Adoptivsohn des Berliner Oberkantors Estrongo Nachama. Von 1972 bis 1981 studierte er an der FU Berlin Geschichte und Judaistik. Zeitweilig besuchte er als Gaststudent das Leo Baeck College in London und hörte auch Vorlesungen in Israel. Das Studium schloss er mit dem Magister Artium 1976 ab. Promoviert wurde er 1981.
Nachama ist geschieden und hat zwei Kinder. Sein Sohn Alexander ist Judaist, Kantor und Rabbiner und amtierte von September 2018 bis August 2023 als Landesrabbiner der Jüdischen Landesgemeinde Thüringen und seit September 2023 als Militärrabbiner bei der Bundeswehr in Potsdam.

### Arbeit als Wissenschaftler

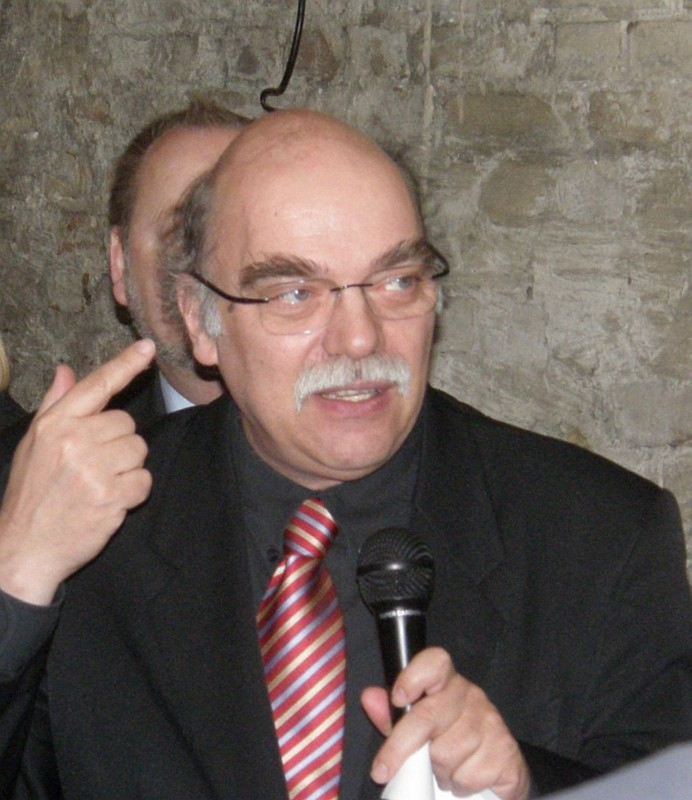
Andreas Nachama bei der Eröffnung des Gedenkortes SA-Gefängnis Papestraße (Foto: 2011)

Nachama arbeitete von 1977 bis 1979 als wissenschaftlicher Assistent am Lehrstuhl für Neuere Geschichte der Ruhr-Universität Bochum. Anschließend war er von 1980 bis 1993 als leitender Mitarbeiter bei den Berliner Festspielen angestellt und als solcher unter anderem für die Koordination und Öffentlichkeitsarbeit der Berliner 750-Jahr-Feier 1987 verantwortlich. Seit 1987 leitete er die Dauerausstellung Topographie des Terrors in Berlin. Von 1994 bis 2019 war er Direktor der Stiftung Topographie des Terrors (bis 2013 Geschäftsführender Direktor; 1997–2001 beurlaubt). Neben dieser Tätigkeit war er in weiteren Funktionen aktiv, unter anderem von 1992 bis 1999 als künstlerischer Leiter der Jüdischen Kulturtage in Berlin. Im Jahr 2005 wurde er zum Professor am Lander Institute for Communication about the Holocaust and Tolerance am Touro College Berlin ernannt und war dort bis 2015 tätig.
Nachama wurde im Mai 2015 in die Antisemitismus-Kommission der Bundesregierung berufen.

### Arbeit in der Jüdischen Gemeinde
Bereits seit 1973 war Nachama nebenamtlich Assistent von Rabbiner Louis Fischer am Chaplain Center der US-Armee in Berlin. Dies endete 1993 nach dem Abzug der Truppen aus Berlin. Von 1997 bis 2001 war er Vorstandsvorsitzender der Jüdischen Gemeinde zu Berlin und zugleich Mitglied des Direktoriums des Zentralrates der Juden in Deutschland sowie Governor der World Union for Progressive Judaism. Im Jahre 2000 wurde er im amerikanischen Bundesstaat New York vom Seminar Aleph zum Rabbiner ordiniert und amtiert seitdem ehrenamtlich in der liberalen Synagogen-Gemeinde Sukkat Schalom als Rabbiner, zuerst in der 1999 wiedereröffneten Synagoge Hüttenweg im Gebäude des ehemaligen Chaplain Centers, mittlerweile in der Synagoge Herbartstraße. Nachama ist Mitglied der Allgemeinen Rabbinerkonferenz Deutschland (ARK), von 2019 bis 2023 leitete er sie als Vorsitzender.
Rabbiner Nachama ist seit Mai 2016 jüdischer Vorsitzender des Deutschen Koordinierungsrates der Gesellschaften für christlich-jüdische Zusammenarbeit.
Er ist im Stiftungsrat des interreligiösen Projektes House of One am Petriplatz im Berliner Ortsteil Mitte.

### Arbeit als Publizist
Schon während des Studiums arbeitete Nachama von 1977 bis 1981 als freier Journalist für verschiedene Radio- und Fernsehsender (beispielsweise SFB, ZDF, DLF, RIAS). Seit dieser Zeit veröffentlichte er allein und in Zusammenarbeit mit anderen mehrere Bücher und veröffentlichte Artikel in diversen Zeitungen und Zeitschriften.

„Ich bin nicht der Meinung, dass Religion unbedingt etwas Trennendes ist. Sie enthält viele Elemente, die zusammenführen könnten.“

## Ehrungen
- 2019: Moses Mendelssohn Medaille[12]

## Schriften
Als Autor:
- Ersatzbürger und Staatsbildung. Zur Zerstörung des Bürgertums in Brandenburg-Preußen (= Schriften zur europäischen Sozial- und Verfassungsgeschichte. Band 1). Peter Lang, Frankfurt am Main/Bern/New York 1984, ISBN 3-8204-7417-X (267 S., Dissertation, Freie Universität Berlin, 1983).
- Der Grosse Kurfürst. Stapp, Berlin 1989.
- Jiddisch im Berliner Jargon oder Hebräische Sprachelemente im deutschen Wortschatz. Stapp, Berlin 1994, ISBN 3-87776-417-7 (2. Auflage 1995).
  - Jiddisch im Berliner Jargon. Jaron, Berlin 2005, ISBN 3-89773-523-7 (4. Auflage 2018).
- Ulrich Eckhardt, Andreas Nachama: Jüdische Orte in Berlin. Mit Feuilletons von Heinz Knobloch. Fotografien von Elke Nord. Nicolai, Berlin 1996, ISBN 3-87584-581-1.
- „Erneuere unsere Tage“. Jüdisches aus Berlin. Philo, Berlin/Wien 2001, ISBN 3-8257-0225-1.
- Du bist mein Gott, den ich suche. Psalmen lesen im jüdisch-christlichen Dialog. Gütersloher Verlagshaus, Gütersloh 2012, ISBN 978-3-579-08138-0.
- Andreas Nachama, Walter Homolka, Hartmut Bomhoff: Basiswissen Judentum. Herder, 2015, ISBN 978-3-451-32393-5.
- 12 Jahre – 3 Monate – 8 Tage. Andreas Nachama über die Zeit des Nationalsozialismus. Hrsg.: Andrea Riedle/Stiftung Topographie des Terrors. Hentrich & Hentrich Verlag Berlin Leipzig, 2021, ISBN 978-3-95565-474-0 (Notizen: Visuell 4).

Als Herausgeber:
- Andreas Nachama, Julius H. Schoeps, Edward van Hoolen (Hrsg.): Jüdische Lebenswelten. 3 Teile. Jüdischer Verlag/Suhrkamp, Frankfurt am Main 1991/1992, ISBN 3-633-54071-7 (Ausstellung „Jüdische Lebenswelten“ im Martin-Gropius-Bau Berlin, 12. Januar–26. April 1992).
  - Teil 1: Katalog. 1991, ISBN 3-633-54047-4.
  - Teil 2: Essays. 1991, ISBN 3-633-54048-2.
  - Teil 3: Dokumentation der Ausstellung. Übersetzt von Sachiko Aoki-Kopplow. 1992, ISBN 3-633-54071-7.
- Hendrik Budde, Andreas Nachama (Hrsg.): Die Reise nach Jerusalem. Eine kulturhistorische Exkursion in die Stadt der Städte, 3000 Jahre Davidstadt. Argon, Berlin 1995, ISBN 3-87024-334-1 (Ausstellung der 9. Jüdischen Kulturtage in der Großen Orangerie, Schloss Charlottenburg Berlin vom 22. November 1995 bis 29. Februar 1996, Jüdische Gemeinde zu Berlin).
- Juden in Berlin. 3 Bände. Henschel, Leipzig 2001–2009.
  - Band 1: Andreas Nachama, Julius H. Schoeps, Hermann Simon (Hrsg.): Juden in Berlin. 2001, ISBN 3-89487-336-1.
  - Band 2: Elke-Vera Kotowski (Hrsg.): Juden in Berlin. Biographien. 2005, ISBN 3-89487-461-9.
  - Band 3: Irene A. Diekmann (Hrsg.): Juden in Berlin. Bilder, Dokumente, Selbstzeugnisse. 2009, ISBN 978-3-89487-611-1.
- Ulrich Eckhardt, Andreas Nachama (Hrsg.): Jüdische Berliner. Leben nach der Shoa. 14 Gespräche. Jaron, Berlin 2003, ISBN 3-89773-068-5.
- Andreas Nachama (Hrsg.): Das Dokumentationszentrum NS-Zwangsarbeit Berlin-Schöneweide. Zur Konzeption eines Ausstellungs-, Archiv- und Lernortes. Stiftung Topographie des Terrors, Berlin 2006, ISBN 3-9807205-8-6 (2. Auflage 2007).
- Andreas Nachama, Jonah Sievers (Hrsg.): Jüdisches Gebetbuch. Gütersloher Verlagshaus, Gütersloh 2009 ff. (hebräisch/deutsch).
  - Rosch Haschana. 2008, ISBN 978-3-579-02599-5.
  - Pessach, Schawuot, Sukkot. 2008, ISBN 978-3-579-02597-1.
  - Schabbat und Werktage. 2009, ISBN 978-3-579-02595-7.
  - Jom Kippur. 2013, ISBN 978-3-579-07410-8.
- Reihe: Topographie des Terrors. Notizen.
  - Band 1: Andreas Nachama, Klaus Hesse (Hrsg.): „Vor aller Augen“. Die Deportation der Juden und die Versteigerung ihres Eigentums. Fotografien aus Lörrach, 1940. Hentrich & Hentrich, Berlin 2011, ISBN 978-3-942271-45-5.
  - Band 2: Andreas Nachama, Erika Bucholtz: Gedenkort Synagoge Grunewald. Hentrich & Hentrich, Berlin 2011, ISBN 978-3-942271-46-2.
  - Band 10: Reichssicherheitshauptamt und Nachkriegsjustiz. Das Bovensiepen-Verfahren und die Deportationen der Juden aus Berlin. Hentrich & Hentrich, Berlin 2015, ISBN 978-3-95565-130-5.
  - Band 12: Andreas Nachama, Uwe Neumärker (Hrsg.): Gedenken und Datenschutz. Die öffentliche Nennung der Namen von NS-Opfern in Ausstellungen, Gedenkbüchern und Datenbanken. Hentrich & Hentrich, Berlin 2017, ISBN 978-3-95565-210-4.
- Shema tefilatenu: Gebete für den jüdischen Fest- und Lebenszyklus. Für den Gebrauch in Synagoge, Schule und Haus. Aus der Sammlung von Oberkantor Estrongo Nachama. Mit einer Einleitung von Andreas Nachama. Mit einem Geleitwort von Walter Homolka. Hentrich & Hentrich, Berlin 2014, ISBN 978-3-95565-058-2.
- Alephbeth. Die hebräische Lesefibel für Anfänger. Mit einer Einleitung von Rabbiner Andreas Nachama. Hentrich & Hentrich, Berlin 2015, ISBN 978-3-95565-081-0 (Nachdruck der Erstausgabe der Allgemeine Wochenzeitung der Juden in Deutschland, Düsseldorf 1953).
- Marion Gardei, Andreas Nachama (Hrsg.): Das Hohelied, Übersetzung: Max A. Klausner, Deutsch, Hebräisch, inkl. jüdischer und christlicher Auslegungsgeschichte, Zeichnungen: Astrid Saalmann. Berlin 2016, ISBN 978-3-95565-180-0.